# Ferdinando Meglio
Ferdinando Meglio (né le 27 juin 1959 à Naples) est un sabreur italien.

## Biographie
Ferdinando Meglio dispute quatre éditions des Jeux olympiques. En 1980 à Moscou, il est médaillé d'argent de sabre par équipe avec Michele Maffei, Marco Romano, Mario Aldo Montano et Giovanni Scalzo. Il est sacré champion olympique par équipe en 1984 à Los Angeles (avec Giovanni Scalzo, Marco Marin, Gianfranco Dalla Barba et Angelo Arcidiacono). Il est médaillé de bronze par équipe en 1988 à Séoul (avec Marco Marin, Gianfranco Dalla Barba, Giovanni Scalzo et Massimo Cavaliere).